# Stefano Ossi
Stefano Ossi (...) è un ex giocatore di curling italiano, di Cortina d'Ampezzo, giocatore del Curling Club New Wave.

## Carriera agonistica

### Nazionale
Il suo esordio con la nazionale italiana junior di curling è stato il campionato mondiale junior del 1984, disputato a Cornwall, in Canada: in quell'occasione l'Italia si piazzò al decimo posto posto.
In totale Massimo vanta 9 presenze in azzurro.
CAMPIONATI
Nazionale junior: 9 partite
- Mondiale junior
  - 1984 Cornwall ( Canada) 10°

### Campionati italiani
Stefano ha preso parte ai campionati italiani di curling con il Curling Club New Wave ed è stato una volta campione d'Italia:
- Italiani
  - 1984  con Paolo Constantini, Andrea Pappacena e Sandro Facchin